# 鈴木國文
鈴木 國文（すずき くにふみ、1952年 - 2025年 ）は、日本の医学者・精神科医。専門は精神病理学。名古屋大学大学院医学系研究科教授。学位は、医学博士。鈴木国文の字が用いられることがある。

## 来歴
- 1952年 - 静岡県に生まれる
- 1977年 - 名古屋大学医学部医学科卒業。浜松医科大学薬理学講座助手
- 1979年 - 名古屋大学医学部附属病院研修医。静岡県立病院養心荘医員
- 1983年 - 生生会松蔭病院医員
- 1986年 - エクス＝マルセイユ大学ティモーヌ病院精神科外人助手
- 1988年 - 京都大学保健診療所助手
- 1990年 - 医学博士（名古屋大学）[2]
- 1991年 - 京都大学保健管理センター講師
- 1993年 - パリ第7大学客員教官（精神病理学分野）
- 1995年 - 名古屋大学医学部附属病院精神科講師
- 1998年 - 名古屋大学医学部保健学科教授
- 2001年 - 名古屋大学学生相談総合センター長（併任）[1]

現職 名古屋大学大学院医学系研究科リハビリテーション療法学専攻作業療法学教授

## 受賞歴
- 2007年 - 日本病跡学会賞

## 学会
- 日本精神病理学会理事長
- 日本病跡学会理事
- 日本精神医学史学会理事

## 著書

### 単著
- 『神経症概念はいま 我々はフロイトのために百年の回り道をしたのだろうか』 金剛出版、1995年
- 『トラウマと未来 精神医学における心的因果性』 勉誠出版、2005年
- 『時代が病むということ 無意識の構造と美術』 日本評論社、2006年
- 『同時代の精神病理 ポリフォニーとしてのモダンをどう生きるか』 中山書店、2014年
- 『精神病理学から何が見えるか』 批評社、2014年

### 共編著
- 『臨床精神病理学の現在』 笠原嘉共編著 ライフ・サイエンス、2001年
- 『精神分析学を学ぶ人のために』 新宮一成、小川豊昭共編著 世界思想社、2004年

## 翻訳
- ジャック・ラカン『対象関係』（上・下） 小出浩之、菅原誠一ら共訳 岩波書店、2006年
- ケネス・ズッカー、スーザン・ブラッドレー『性同一性障害 児童期・青年期の問題と理解』 古橋忠晃、早川徳香、西岡和郎、諏訪真美共訳 みすず書房、2010年

## 論文
- 「異なるパラダイム、ひとつの臨床 —精神病理学の視点から精神医学の足場について考える」『精神医療』第45号、2007年、55-65頁。

## 関連人物
- 笠原嘉
- 村上靖彦
- 高橋俊彦
- 小川豊昭